# Mimozela rhoditis
Mimozela rhoditis är en fjärilsart som beskrevs av Edward Meyrick 1914. Mimozela rhoditis ingår i släktet Mimozela och familjen plattmalar. Inga underarter finns listade i Catalogue of Life.